# Байджу Бавра
«Байджу Бавра» (хинди बैजू बावरा, Baiju Bawra) — индийский чёрно-белый музыкальный фильм-драма на языке хинди режиссёра Виджая Бхатта.
Фильм получил положительные отзывы критиков, был коммерчески успешным и стал началом успешной карьеры исполнителей главных ролей. 
Мина Кумари получила свою первую из четырёх наград в категории «лучшая актриса» на кинопремии Filmfare Awards, а композитор Наушад завоевал свою единственную награду за песню «Tu Ganga Ki Mauj».

## Сюжет
В основе фильма лежит древняя индийская легенда об известном придворном музыканте Тансене и народном певце Байджу.
Во времена императора Акбара Великого, когда Байджу был ещё ребёнком, его отец погиб в драке с Тансеном, который попытался помешать ему петь. Перед смертью отец взял обещание у сына, что тот отомстит Тансену.

## В ролях
| Актёр           | Роль                  |
| --------------- | --------------------- |
| Мина Кумари     | Гаури                 |
| Бхарат Бхушан   | Байджнатх «Байджу»    |
| Сурендра        | Сангит Самрат Тансен  |
| Кулдип Каур     | Даку Рупмати          |
| Бипин Гупта     | Шахиншах Бадшах Акбар |
| Манмохан Кришна | Шанкар Ананд          |
| Б. М. Вьяс      | Мохан                 |
| Мишра           | Нарпат                |
| Радхакришан     | Гхасит Кхан           |
| Кесари          | Ганджу                |

## Награды
- Премия Filmfare Awards
  - 1954, награда в категории «лучшая актриса» (Мина Кумари)
  - 1954, награда в категории «лучший музыкальный режиссёр» (Наушад)

## Саундтрек
Все тексты написаны Шакилом Бадаюни, вся музыка написана Наушадом.
| №   | Название                         | Исполнитель(ница)                    | Длительность |
| --- | -------------------------------- | ------------------------------------ | ------------ |
| 1.  | «Tu Ganga Ki Mauj»               | Мохаммед Рафи, Лата Мангешкар        |              |
| 2.  | «Aaj Gawat Man Mero Jhoomke»     | Ustad Amir Khan, D. V. Paluskar      |              |
| 3.  | «O Duniya Ke Rakhwale»           | Мохаммед Рафи                        |              |
| 4.  | «Door Koi Gaye»                  | Лата Мангешкар, Shamshad Begum и хор |              |
| 5.  | «Mohe Bhool Gaye Sanwariya»      | Лата Мангешкар                       |              |
| 6.  | «Jhoole Mein Pawan Ki Aai Bahar» | Мохаммед Рафи, Лата Мангешкар        |              |
| 7.  | «Man Tarpat Hari Darsan Ko Aaj»  | Мохаммед Рафи                        |              |
| 8.  | «Bachpan Ki Muhabbat»            | Лата Мангешкар                       |              |
| 9.  | «Insaan Bano»                    | Мохаммед Рафи                        |              |
| 10. | «Tori Jai Jai Kartar»            | Ustad Amir Khan                      |              |
| 11. | «Langar Kankariya Ji Na Maro»    | Ustad Amir Khan, D. V. Paluskar      |              |
| 12. | «Ghanana Ghanana Ghana Garjo Re» | Ustad Amir Khan                      |              |
| 13. | «Sargam»                         | Ustad Amir Khan                      |              |

## Ремейк
В ноябре 2010 года было объявлено о съёмках ремейка фильма. Режиссёром, сценаристом и продюсером станет американо-индийский режиссёр Кришна Шах. Роль Байджу Бавра сыграет Аамир Хан.